# Gare de Kabutoyama
La gare de Kabutoyama (かぶと山駅, Kabutoyama-eki) est une gare ferroviaire localisée dans la ville de Kyōtango, dans la préfecture de Kyoto, au Japon. La gare est exploitée par la compagnie Kyoto Tango Railway, sur la ligne  Miyazu.

## Disposition des quais
La gare de Kabutoyama est une gare disposant d'un quai et d'une voie
| N° de voie | Ligne        | Direction |
| ---------- | ------------ | --------- |
| 1          | ▆ KTR Miyazu | Miyazu    |
| 1          | ▆ KTR Miyazu | Toyooka   |

## Gares/Stations adjacentes
| Kyoto Tango Railway |              |              |              |                  |
| Direction Toyooka   | Ligne Miyazu | Ligne Miyazu | Ligne Miyazu | Direction Miyazu |
| Kumihama T24        |              | Local        |              | Shotenkyo T22    |